# Järnafjärden

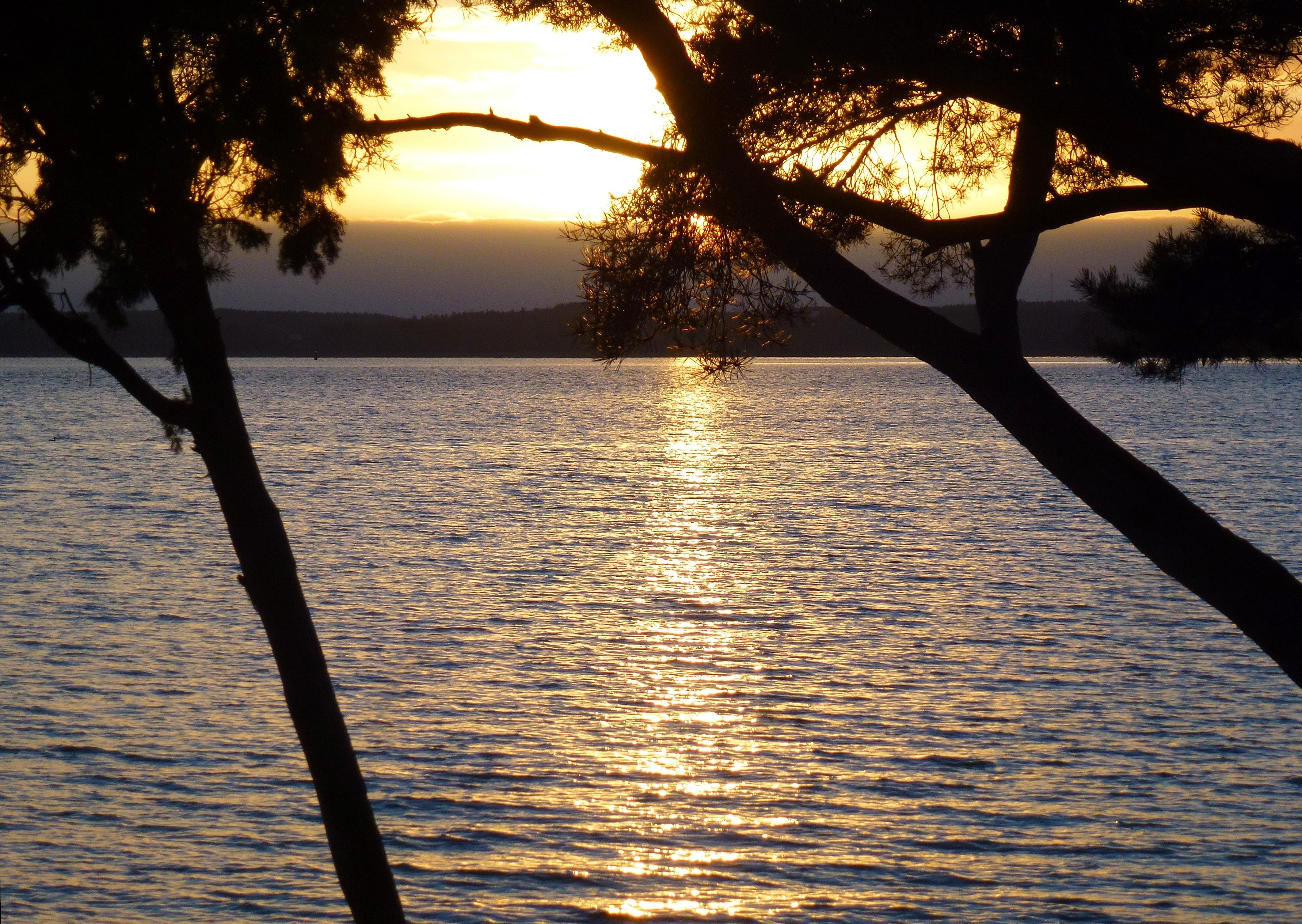
Järnafjärden, vy från Brandalsund 2015.

Järnafjärden är en fjärd av Östersjön som ligger mellan Ytterjärna socken i Södertälje kommun och Näslandet, Botkyrka kommun. Kommungränsen går genom sundet. Järnafjärden är en viktig farled och del av Södertäljeleden.
Järnafjärden begränsas i söder av Ulvsundet respektive av Näslandsfjärden och Skanssundet där den ansluter till Himmerfjärden. I norr begränsas den av Brandalsund där den övergår i Hallsfjärden. 
Eftersom Järnafjärden var av strategisk betydelse för Södertäljes sjöfart var den skyddat av försvarsanläggningar i båda ändar. Mot söder av Nässkansen och mot norr av Trindborgen. Nässkansen användes fortfarande under första världskriget och Trindborgen hade ett kanonbatteri på 1860-talet.
Vid Brandalsund och Ulvsundet fanns en färja fram till 1700-talet, här låg även krogar. Vintertid gick vägen över isen. Numera trafikerar Trafikverket Färjerederiets gula färjor vid Skanssundet.